# G.K. Kristensen
Gunnar Kjær Kristensen (1. juni 1928 i Hornborg - 17. maj 2001) var en dansk officer, som over seks år var chef for Forsvarsstaben. Kristensen var kontroversiel, idet han i forhold til freds- og atompolitik havde venstreorienterede synspunkter.
Kristensen var oberstløjtnant og kontorchef i Forsvarsministeriet, da den socialdemokratiske forsvarsminister Orla Møller i 1977 udnævnte ham til chef for Forsvarsstaben og dermed midlertidig generalløjtnant. Der var tale om et springavancement, idet han derved sprang to grader, oberst og generalmajor, over.
I foråret 1983 besluttede den borgerlige regering med forsvarsminister Hans Engell, at Kristensen ikke skulle overtage stillingen som Forsvarschef, som snart ville blive ledig. Han havde da af to gange tre år været åremålsansat:Ved forenede kræfter p. 129 som Forsvarsstabschef, og gav man ham en tredje periode, ville han være svær at komme udenom. Engell meddelte ham derfor personligt, at han ikke ville blive forlænget yderligere, men at han i stedet kunne få en anden generalsstilling. Kristensen afslog og smækkede i vrede døren til ministerkontoret så hårdt, at malingen faldt af.
Engell begrunder selv beslutningen om at Kristensen ikke skulle fortsætte som Forsvarsstabschef med sin egen vurdering af Kristensens lederegenskaber. I pressen blev det også kaldt en slagtning og en politisk fyring,:Information og det er svært at afvise, at det politiske også kan have spillet en rolle.
Kristensen blev afløst af Sven Egil Thiede, som i 1982 under private former overfor en journalist om Kristensen skulle have sagt, "at ingen dansk officer siden 2. verdenskrig havde skadet forsvaret så meget [...]".:Redegørelse af 21. marts 1984. Kristensen indgav klage, Thiede beklagede og klagesagen endte med at blive afvist.:Ved forenede kræfter p. 177
Kristensen blev efterfølgende chef for 2. Sjællandske Brigade.
Efter sin pensionering arbejdede han for Hærens Konstabel- og Korporalforening. Han var 1988-1993 medlem af Generals for Peace and Disarmament.:Information